# Kings of Leon
Kings of Leon — американская музыкальная группа, играющая в стиле альтернативный рок, из Нэшвилла, штат Теннесси. Была образована в 1999 году тремя братьями: Калебом (вокал и ритм-гитара), Джаредом (бас-гитара, бэк-вокал и синтезатор) и Натаном (барабаны, ударные музыкальные инструменты и бэк-вокал) Фоллоуиллами совместно с их кузеном Мэтью Фоллоуиллом (соло-гитара и бэк-вокал). Группа получила название в честь отца и деда участников, которые носили имя Леон.
Раннее творчество группы представляло собой оживлённую смесь влияний южного рока и гаражного рока. Начиная со своего дебюта в 2003 году, они переросли независимое творчество, достигнув международной известности, в частности в Ирландии, Великобритании и Австралии. Группа также ощутила высокий рост популярности в Канаде и Соединенных Штатах вслед за их альбомом 2008 года Only by the Night, принесший группе три премии Грэмми. По данным на 2009 год, Kings of Leon достигла 9 места в Top 40 синглов Великобритании своим синглом «Sex on Fire». Kings Of Leon издали пятый альбом в октябре 2010 года. Их шестой альбом, Mechanical Bull, был выпущен 24 сентября 2013 года.

## История

### Ранние годы: 1999—2002
Братья Фоллоуилл (Мэтью их двоюродный брат) выросли в Оклахоме и Теннесси с отцом Иваном Леоном Фоллоуиллом, проповедником в церкви, и матерью Бетти-Энн. Во время служений отца, мальчики находились на домашнем обучении или зачислялись в небольшие приходские школы на некоторое время, за исключением пятилетнего периода, когда они поселились в городе Джексон, штат Теннеси.
Когда отец перестал проповедовать и их родители развелись в 1997, Натан и Калеб переехали в Нэшвилл. Заинтересованные рок-музыкой, парни отказались от прежнего стиля жизни, и пытались пробиться в музыкальную индустрию. Находясь там, они встретили композитора Анджело Петралью, который помогал братьям отточить свои музыкальные навыки и познакомил их с Thin Lizzy, The Rolling Stones и The Clash. Когда их младший брат Джаред и кузен Мэтью переехали в Нэшвилл (1999 год), сформировалась группа Kings of Leon.

### 2002—2003
К 2002 году, несколько музыкальных лейблов проявили интерес к группе, и в конце концов был подписан контракт с RCA Records. В интервью Натан сказал «Мы купим младшему брату бас-гитару, Калеб научится играть на гитаре, Мэттью играл на гитаре с 10 лет и я буду играть на барабанах». Позже в интервью Калеб признался, что им пришлось «похитить» их кузена из его родного города в штате Миссисипи, чтобы тот присоединился к группе. Они сказали его матери, что он погостит у них всего лишь неделю, но тот так и не вернулся домой. «Мы закрылись в подвале с марихуаной и буквально месяц провели там», — добавил Натан, — «И к приходу людей из лейбла у нас были „Molly’s Chambers“, „California Waiting“, „Wicker Chair“, и „Holy Roller Novocaine“».
Первая запись группы, под названием Holy Roller Novocaine (мини-альбом), был выпущен 18 февраля 2003. На данном этапе, Джареду было 16 лет и он ещё не умел играть на бас-гитаре. Однако, Holy Roller Novocaine получил 4/5 звезд от журнала Rolling Stone . Все песни, выпущенные в данном мини-альбоме, были написаны с участием Анджело Петралья, который также продюсировал запись. Так же 4 из 5 песен позже будут выпущены в дебютном альбоме — Youth and Young Manhood.

## Особенности
Музыка группы представляет собой смесь южного рока, гаражного рока и инди-рока. Kings of Leon выпустили восемь студийных альбомов.

## Состав
- Калеб Фоллоуилл (родился 14 января 1982 года) — вокал, ритм-гитара, родной брат Джареда и Натана.
- Мэтью Фоллоуилл (родился 10 сентября 1984 года) — соло-гитара, бэк-вокал, двоюродный брат Калеба, Джареда и Натана.
- Джаред Фоллоуилл (родился 20 ноября 1986 года) — бас-гитара, бэк-вокал, синтезатор, родной брат Калеба и Натана.
- Натан Фоллоуилл (родился 26 июня 1979 года) — барабаны, ударные музыкальные инструменты, бэк-вокал, родной брат Калеба и Джареда.

## Дискография

### Студийные альбомы
- Youth and Young Manhood (2003)
- Aha Shake Heartbreak (2004)
- Because of the Times (2007)
- Only by the Night (2008)
- Come Around Sundown (2010)
- Mechanical Bull  (2013)
- Walls (2016)
- When You See Yourself (2021)
- Can We Please Have Fun (2024)

## Награды
- Премии Грэмми

2009 — «Лучшее вокальное рок-исполнение дуэтом или группой» — за песню Sex on Fire, альбом Only By The Night.
2010 — «Запись Года» — за песню Use Somebody, альбом Only By The Night.
2010 — «Лучшее вокальное рок-исполнение дуэтом или группой» — за песню Use Somebody, альбом Only By The Night.
2010 — «Лучшая Рок Песня» за песню Use Somebody — альбом Only By The Night.
- Номинации(Грэмми)

2010 — «Песня Года» за песню Use Somebody — альбом Only By The Night.
2011 — «Лучшее Рок Вокальное Выступление Дуэта или Группы» — за песню Radioactive, альбом Come Around Sundown.
2011 — «Лучшая Рок Песня» — за песню Radioactive, альбом Come Around Sundown.
2012 — «Лучший Рок Альбом» — альбом Come Around Sundown.